# Newport (Indiana)
Newport – miasto w Stanach Zjednoczonych, w stanie Indiana, siedziba administracyjna hrabstwa Vermillion.